# Urzainki
Urzainki (en basc, cooficialment en castellà Urzainqui) és un municipi de Navarra, a la comarca de Roncal-Salazar, dins la merindad de Sangüesa.

## Demografia
| Evolució demogràfica                                | Evolució demogràfica | Evolució demogràfica | Evolució demogràfica | Evolució demogràfica | Evolució demogràfica | Evolució demogràfica | Evolució demogràfica | Evolució demogràfica | Evolució demogràfica | Evolució demogràfica |
| 1996                                                | 1998                 | 1999                 | 2000                 | 2001                 | 2002                 | 2003                 | 2004                 | 2005                 | 2006                 | 2007                 |
| --------------------------------------------------- | -------------------- | -------------------- | -------------------- | -------------------- | -------------------- | -------------------- | -------------------- | -------------------- | -------------------- | -------------------- |
| 111                                                 | 112                  | 110                  | 109                  | 104                  | 104                  | 107                  | 109                  | 106                  | 104                  | 100                  |
| Fonts: Urzainki i Institut d'Estadística de Navarra |                      |                      |                      |                      |                      |                      |                      |                      |                      |                      |